# Mirante FM
Mirante FM é uma emissora de rádio brasileira sediada em São Luís, capital do estado do Maranhão. Opera no dial FM, na frequência 96.1 MHz, e é geradora da Rede Mirante FM, que possui emissoras próprias em Imperatriz e Santa Inês. Pertence ao Grupo Mirante, do qual também fazem parte a Mirante News FM, a Rede Mirante e o imirante.com.

## História
Em 8 de setembro de 2011, em comemoração ao aniversário de 30 anos da emissora, a Mirante FM fez uma programação especial, com os locutores da rádio apresentando programas diferentes dos seus, e resgatando momentos especiais da história da rádio. A emissora também promoveu um show na Lagoa da Jansen com o cantor Seu Jorge, em 10 de setembro.
Em setembro de 2020, para comemorar o aniversário de 39 anos, a rádio produziu um programa especial, o Linha do Tempo Mirante FM. O programa, disponível no canal do Youtube da emissora, conta a história da Mirante FM através de entrevistas, depoimentos e vinhetas, além de relembrar eventos realizados e apoiados pela rádio e pelo Sistema Mirante.